# Arco carpanel

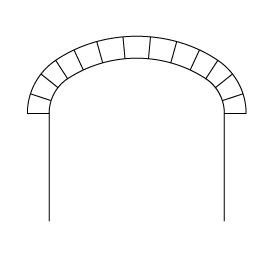
Esquema de un Arco de carpanel de tres arcos

Se conoce como arco carpanel (denominado también arco apainelado) al tipo de arco rebajado simétrico que se forma a partir de él, con el añadido de pequeños arcos en los extremos; arcos que tienen su centro en la línea de imposta para conseguir en ellos una forma redondeada. Se forma con tres, cinco o más arcos de circunferencias consecutivas, siempre impares. El intradós posee una forma parecida al de los óvalos o de semi-elipses (denominado arco cordel).

## Características

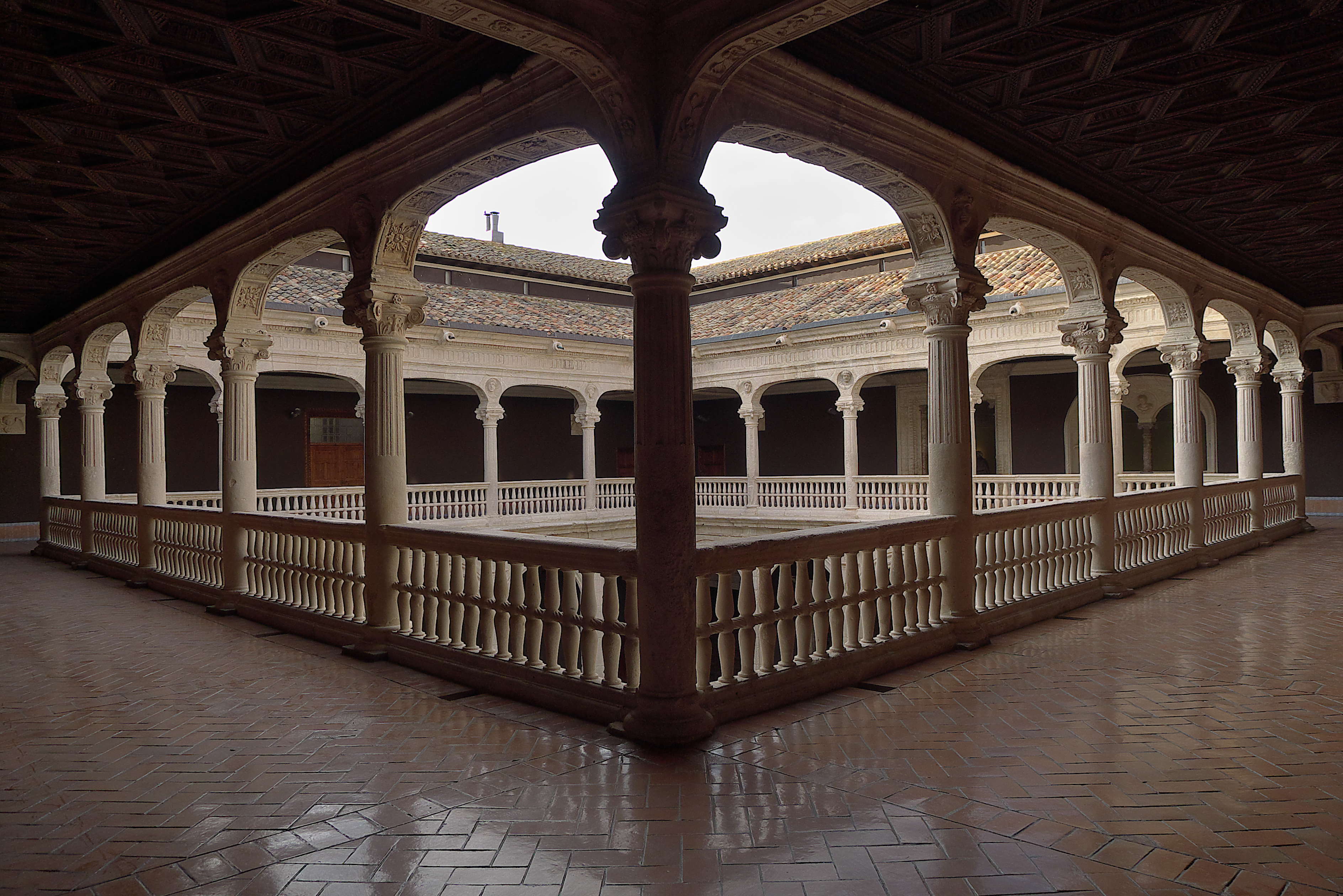
Palacio de los Condes de Miranda

Su trazado consta por tanto de varios arcos de circunferencia tangentes entre sí y también con las líneas verticales de jambas o mochetas. Además de los dos centros de circunferencia en la línea de imposta para su arranque redondeado, el arco carpanel tiene uno o varios centros más por debajo de ella, siempre en un número impar para conseguir su simetría en su punto superior o clave. Cuanto más centros posee, más rebajado es el arco. Se suele denominar en la literatura antigua como «a painel», «en vuelta de painel» o «apaynelado».
Más elaborado y con su trazado en continuidad con el de los muros de donde parte, su aspecto aparece más acabado y refinado que el del arco rebajado normal. Por regla general este tipo de arcos posee un estribo de menor grosor que en el caso de arcos de medio punto. Su empleo en el diseño de arcos de puente disminuyó el espesor de los pilares.
Es habitual encontrarse el arco carpanel en portadas de edificios de cierta importancia de casi cualquier época, aunque su origen y mayor difusión aparece a finales del gótico o gótico flamígero, siendo habitual en las puertas principales de los edificios renacentistas.